# Bolivar Trask
Bolivar Trask è un personaggio dei fumetti, creato da Stan Lee (testi) e Jack Kirby (testi e disegni), pubblicato dalla Marvel Comics. È un acerrimo avversatore dei mutanti, la cui prima apparizione risale a X-Men (prima serie) n. 2 (1965), che venne tradotto in italiano diviso in due parti su Capitan America (Editoriale Corno) n. 3-4 (23 maggio 1973-6 giugno 1973).
Bolivar Trask ha un ruolo molto importante nella continuity degli X-Men, sebbene appaia vivo soltanto in tre numeri. Egli infatti è il creatore delle Sentinelle ed il primo elemento di spicco a manifestare istinti razzisti nei confronti dei mutanti. Il razzismo antimutante, infatti, diventerà uno dei cardini principali delle serie con protagonisti personaggi mutanti.
Le Sentinelle appariranno moltissime volte in futuro anche perché, a lungo andare, anche le autorità statali cominciano a temere i mutanti e quindi finanzieranno la costruzione dei robot. La stessa morte dell'antropologo viene a lungo attribuita agli X-Men che anche per questo sono costretti spesso a combattere i pregiudizi del genere umano. Ironicamente i due figli di Bolivar Trask, Larry e Tanya, sono dei mutanti.

## Biografia del personaggio
Bolivar Trask è uno stimato antropologo che ha compiuto diversi studi sui mutanti. In base a questo materiale è il primo ad intuire che la razza mutante in futuro supererà numericamente la razza umana. Egli considera perciò i mutanti una minaccia all'Homo sapiens che, a suo dire, deve reagire combattendo. Pubblica numerosi libri sull'impossibilità della coesistenza pacifica tra uomo e mutante che lo rendono uno studioso molto quotato. Durante un convegno scientifico al quale partecipa anche il Professor X presenta agli astanti la prima versione delle Sentinelle. Pur non essendo uno scienziato infatti egli è riuscito a progettare e costruire dei robot capaci di rintracciare ed eliminare i mutanti.
Questo porta al primo scontro con gli X-Men che vede i supereroi mutanti pesantemente sconfitti. Questi vengono imprigionati nel covo nascosto delle Sentinelle, alla presenza dello stesso Bolivar Trask. Le Sentinelle, comandate dal gigantesco robot Master Mold, cominciano ad interrogare Bestia che, anche grazie ad un apparecchio che gli legge il pensiero, comincia a narrare la sua storia, fatta anche di soprusi e tristezza per la sua condizione di emarginato dalla società considerata normale.
A queste parole Trask comincia a ripensare alle sue teorie razziste e ricorda le parole del Professor X che sosteneva il fatto che i mutanti sono esattamente come gli esseri umani: ve ne sono alcuni malvagi e pericolosi per l'umanità, ma altri buoni e pacifici. Master Mold, invece, resosi conto dei ripensamenti del suo creatore decide che l'unico modo per distruggere i mutanti e proteggere l'umanità è governarla. Per questo obbliga Trask a costruire un numero enorme di Sentinelle minacciando di distruggere intere città se egli dovesse rifiutarsi di obbedire.
Gli X-Men, intanto, riescono a liberarsi ed ingaggiano una lotta all'ultimo sangue contro i robot. La battaglia volgerebbe comunque a loro sfavore se non fosse per il sacrificio di Bolivar Trask che decide di causare un cortocircuito nel bunker sotterraneo dove si svolge la battaglia. Questo provoca un'esplosione ed il crollo di tonnellate di massi che distruggono tutte le Sentinelle, ma seppelliscono vivo anche l'antropologo. Egli diviene così il primo personaggio in assoluto a morire nella storia degli X-Men.

## Versione Ultimate
Anche nell'universo Ultimate Bolivar Trask continua la sua battaglia contro il genere mutante. Anche se non sembra in alcun modo collegato alla creazione dei robot ne approva l'utilizzo indiscriminato nei primi numeri della serie.

## Altri media

### Cinema
- In X-Men - Conflitto finale appare un personaggio chiamato "Segretario Trask", interpretato dall'attore Bill Duke. Nel film egli è a capo del Dipartimento della sicurezza interna degli Stati Uniti d'America e coopera con Hank McCoy per tenere d'occhio i mutanti pericolosi.
- Bolivar Trask è l'antagonista principale del film X-Men - Giorni di un futuro passato, interpretato da Peter Dinklage.[3] Questa versione del personaggio ha scoperto l'esistenza dei mutati tramite la tesi di laurea sulle mutazioni di Charles Xavier, presa dall'università di Oxford, e mira a controllare il potere mutante allo scopo di finalizzare il suo programma "Sentinella" per stanarli e unificare l'umanità contro un nemico comune. Mystica decise di assassinarlo nel 1973 per fermare i suoi esperimenti disumani e fatali sui mutanti catturati, ma così facendo fa diventare Trask un martire per il movimento anti-mutante causando la creazione delle Sentinelle, che entro il 2024 finiscono per ridurre l'umanità e i mutanti sull'orlo dell'estinizione. Gli X-Men sopravvissuti mandano la mente di Logan indietro nel tempo sperando di riuscire a fermare Mystica con l'aiuto del Professor X e Magneto giovani. Alla fine, Xavier persuade Mystica a risparmiare la vita a Trask, eliminando così il futuro distopico mentre Trask viene arrestato per avere tentato di vendere segreti militari.

### Televisione
Bolivar Trask compare nelle serie di animazione Insuperabili X-Men, X-Men: Evolution, Wolverine e gli X-Men e Disk Wars: Avengers e in X-Men 97.